# Briareum hamrum
Briareum hamrum är en korallart som först beskrevs av Gohar 1948.  Briareum hamrum ingår i släktet Briareum och familjen Briareidae. Inga underarter finns listade i Catalogue of Life.